# Halo!gramy
Halo!Gramy – magazyn muzyczny emitowany w Polsacie od 1993 do maja 1997 roku, a w latach 1997–1998 w Polsacie 2.
Halo!Gramy nadawany był na żywo o 16.55 i ok. 15.05 we wtorki i czwartki do maja 1997 roku (trwał około godziny lub półgodziny), w dalszym czasie program zaczynał się około 15.30 (także we wtorki i czwartki) – trwał już tylko pół godziny, a emisję przeniesiono do Polsatu 2. Program miał wielu prowadzących, a byli to m.in. Kuba Wojewódzki (prowadził go najdłużej), Łucja Kryńska, Agnieszka Iwańska, Leszczu, Marek Horczyczak (do 1995, później przeniesiony do redakcji pogodowej Polsatu), DJ Górnik, Małgorzata Halber, Kama i inni.
W magazynie muzyka spełniała rolę drugoplanową. Największą uwagę koncentrowano na rozmowie z zaproszonymi gośćmi oraz rozmowach telefonicznych z widzami, którzy po zadzwonieniu do studia mieli szansę wygrać koszulki, płyty kompaktowe, kasety z muzyką, skok na bungee, magnetofony i inne nagrody. Był to pierwszy interaktywny program muzyczny emitowany na żywo w Polsce. Goście programu, szczególnie w późniejszych latach grali muzykę na żywo.
Gośćmi programu byli m.in. Edyta Bartosiewicz, zespół Hey, Kasia Stankiewicz, Agnieszka Chylińska, zespoły Stona-BMS (muzyka rap), Dogman (hard-rock, grunge), GUSH (heavy metal), O.N.A., TSA, Acid Drinkers, IRA, Anja Orthodox, Jan Borysewicz, Lady Pank, Houk Farben Lehre, Liroy, Wzgórze Ya-Pa-3, Karramba, Joanna Prykowska, Trials X i inni.
Program przechodził wiele ewolucji, zarówno odnośnie do czołówki, jak i studia. Na początku, w okresie prowadzenia programu przez Kubę Wojewódzkiego, charakterystyczny wygląd studia obejmował stanowisko prowadzącego z wielką, czerwoną słuchawką, która wtedy była obecna także w czołówce. Na wizji, przy pomocy blueboxa, za plecami prowadzącego wyświetlano żółty ekran z różnymi ozdobami. Pod koniec 1996 roku studio pomniejszono oraz nadano mu ciemniejszą tonację, zrezygnowano również z blueboxa. W 1997 roku ponownie zaczęto korzystać z blueboxa, a wyświetlany obraz był zielony lub biały, niekiedy rozszerzano zastosowanie technik wirtualnych tworzenia tła na całe studio. W czołówce, podobnie jak wcześniej, pojawiał się napis „Halo!Gramy” (żółte litery z czerwonym, dużym wykrzyknikiem), pojawiały się również animacje z napisami PREMIERA, UWAGA, WYGRAŁEŚ, HIT (z uchem), KONKURS, WYGRAMY, TU i TAM, itd. również z dużym, czerwonym wykrzyknikiem, oprócz tego od 1995 roku w czołówce pojawiała się sylwetka  Mony Lisy.
W 1998 roku, kiedy program zaczęła prowadzić Agnieszka Iwańska, zrezygnowano wówczas ponownie ze stosowania blueboxa do generowania tła i utworzono studio utrzymane w niebieskim kolorze.
W magazynie pokazywano premierowe teledyski artystów, którzy byli gośćmi bieżącego odcinka, poza tym także inne typu dance, disco itp. W „Halo!Gramy” można było usłyszeć muzykę z gatunków takich jak: rock, pop, rap, dance, gotycki rock, disco i inne. I to rap tutaj został dostrzeżony. Na antenie Polsatu pojawił się bowiem drugi oficjalny teledysk zespołu Trials X zrealizowany przez samego prowadzącego tj. Kubę Wojewódzkiego. Duet pojawiał się też w programie jako gość i był to znaczący krok dla nowo powstającej polskiej kultury hip hop. Rozmowa na antenie była impulsem dla innych twórców, oświadczając publicznie, iż oto pojawił się nowy gatunek muzyczny. Po raz pierwszy na prywatnym kanale polskiej telewizji satelitarnej zaczęto promować oficjalnie ten rodzaj muzyki. Pod koniec 1998 roku program zdjęto z anteny.